# Worsleybreen
De Worsleybreen is een gletsjer op het eiland Nordaustlandet, dat deel uitmaakt van de Noorse eilandengroep Spitsbergen.
De gletsjer is vernoemd naar de Britse marinieofficier Frank Arthur Worsley (1872-1943).

## Geografie
De gletsjer ligt in het noordwesten van het eiland ten zuiden van Kaap Laura. Ze komt van de ijskap Austfonna en mondt in het oosten uit in de Noordelijke IJszee.
Ten noordwesten van de gletsjer ligt de gletsjer Leighbreen.